# Little Girl Blue
Little Girl Blue és un docudrama biogràfic del 2023 escrit i dirigit per Mona Achache basat en la vida de la seva mare, l'escriptora i fotògrafa Carole Achache. És protagonitzat per Marion Cotillard com a Carole Achache i Mona Achache com a ella mateixa. La pel·lícula va ser una coproducció entre França i Bèlgica i es va estrenar al Festival de Canes 2023, concretament a la secció Projeccions especials, el 21 de maig de 2023. Al festival, va competir per L'Œil d'or i va ser ben rebuda per la crítica. El títol prové de la cançó homònima escrita per Richard Rodgers i Lorenz Hart. El film es va estrenar als cinemes de França a càrrec de Tandem el 15 de novembre de 2023 i a Bèlgica per Galeries Distribution el 3 d'abril de 2024. S'ha subtitulat al català.
Little Girl Blue va rebre tres nominacions als premis César 2024: millor documental, millor muntatge i millor actriu per Cotillard, que es va convertir en la primera actriu nominada per a un documental.